# It’s All Over Now, Baby Blue
«It’s All Over Now, Baby Blue» (с англ. — «Вот и всё, малышка, что печалиться») — песня американского музыканта Боба Дилана с его альбома Bringing It All Back Home, вышедшего 22 марта 1965 года на Columbia Records. Песня была сочинена Диланом и записана 15 января 1965 года. На текст песни оказала сильное влияние символистская поэзия и прощание с «Baby Blue». Было много спекуляций по поводу реальной личности «Baby Blue», среди возможных вариантов — Джоан Баез, Дэвид Блю, Пол Клейтон, слушатели фолк-музыки Дилана и даже сам Дилан.
Песню «It’s All Over Now, Baby Blue» исполняли Them, Джоан Баез, Марианна Фейтфулл и Byrds. Версия группы Them, выпущенная в 1966 году, оказала влияние на группы гараж-рока середины 60-х годов, а Бек позже использовал её для своего сингла 1996 года «Jack-Ass». Byrds дважды записывали песню в 1965 году в качестве возможного продолжения синглов «Mr. Tambourine Man» и «All I Really Want to Do», но ни одна из записей не была выпущена в таком виде. Byrds выпустили запись песни в 1969 году на своем альбоме Ballad of Easy Rider.

## Версия Боба Дилана

### Композиция и запись
Боб Дилан, скорее всего, написал «It’s All Over Now, Baby Blue» в январе 1965 года. Мастер-дубль песни был записан 15 января 1965 года во время сессий для альбома Bringing It All Back Home и спродюсирован Томом Уилсоном. Трек был записан в тот же день, когда Дилан записал три другие песни на второй стороне альбома: «Mr. Tambourine Man», «Gates of Eden» и «It’s Alright Ma (I’m Only Bleeding)». Дилан уже некоторое время играл эти песни вживую, что позволило им развиться до начала записи альбома. Однако для «It’s All Over Now, Baby Blue» Дилан хотел записать песню до того, как он станет слишком хорошо с ней знаком. До той песни, которая была выпущена на альбоме, существовало по крайней мере две студийные записи. Дилан записал сольную акустическую версию 13 января 1965 года (впервые выпущенную в 2005 году на альбоме The Bootleg Series Vol. 7: No Direction Home) и полуэлектрическую версию 14 января.
Версия песни на альбоме имеет скудную аранжировку, Дилан аккомпанирует себе на акустической гитаре и губной гармонике, а Уильям Ли играет на бас-гитаре. Автор Клинтон Хейлин утверждает, что эта песня — еще одна из «песен Дилана о выходе в реальный мир», как «To Ramona», хотя и менее примирительная — тон более жестокий и требовательный". Помимо того, что «It’s All Over Now, Baby Blue» стала заключительной композицией альбома Bringing It All Back Home, она также стала последней песней, записанной для альбома.
Билл Яновиц из AllMusic описывает музыку как красивую, с фолк-гитарными аккордами и мрачной мелодией, а припев с его строкой «and it’s all over now, Baby Blue» имеет душераздирающий характер. Как и другие песни Дилана того периода, такие как «Chimes of Freedom» и «Mr. Tambourine Man», текст «It’s All Over Now, Baby Blue» испытывает сильное влияние поэтов-символистов, таких как Артюр Рембо. Такие строки, как «возьми то, что ты собрал из совпадений», отражают философию И-Цзин, согласно которой совпадение представляет собой нечто большее, чем просто случайность. Журнал Q описал песню как «самый ядовитый из поцелуев с перебором, не имеющий ни единого шанса на примирение». Позднее Дилан, описывая песню, сказал: «Я долго вынашивал эту песню в своей голове, и я помню, что когда я писал её, я вспомнил песню Джина Винсента. Она всегда была одной из моих любимых, Baby Blue… 'When first I met my baby/she said how do you do/she looked into my eyes and said/my name is Baby Blue'. Это была одна из песен, которые я пел ещё в школе. Конечно, я пел о другой Baby Blue».

### Личность «Baby Blue»

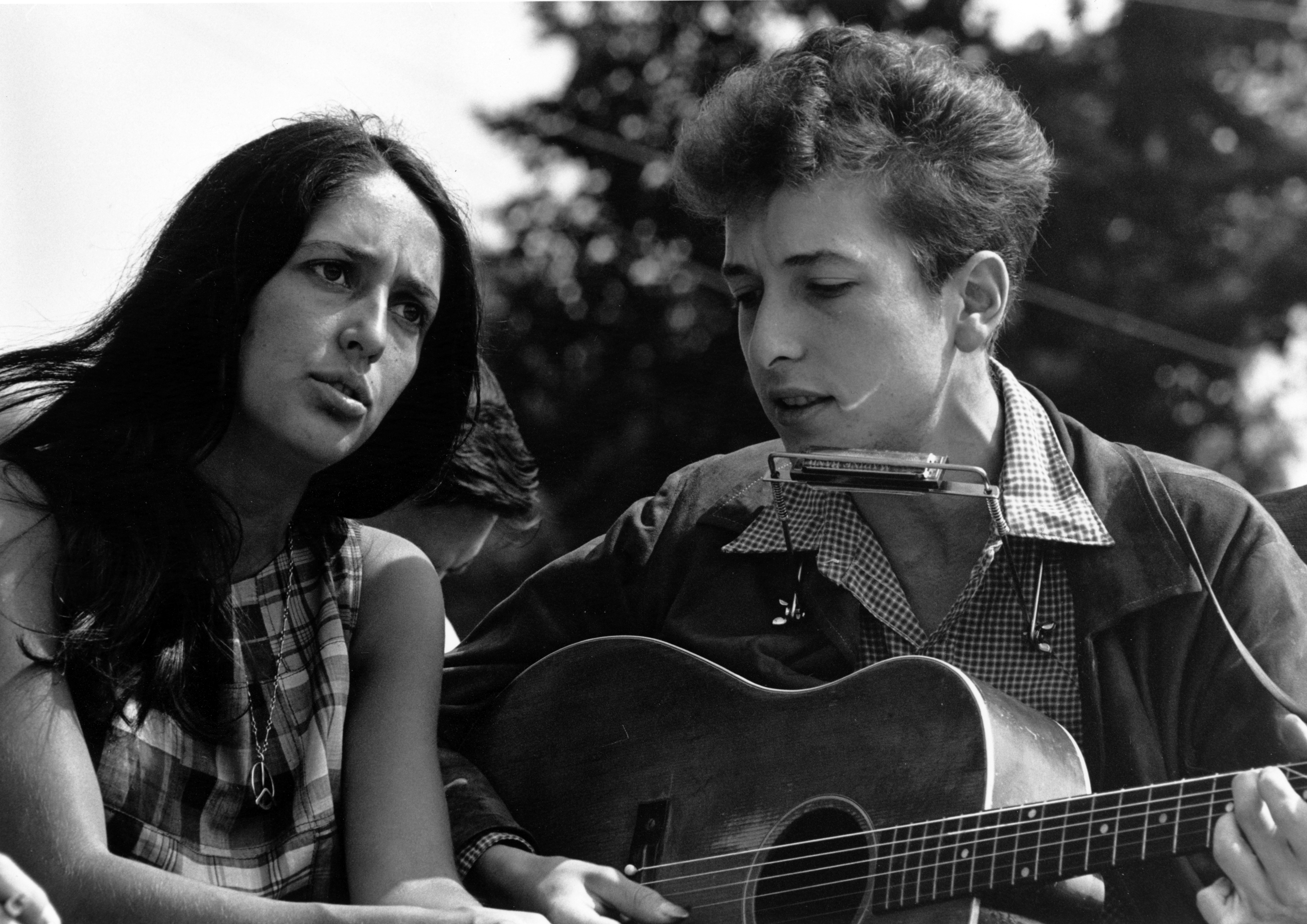
На фото 1963 года Джоан Баез (слева), которую иногда считают темой песни, а также исполняющей её кавер, с Бобом Диланом, написавшим песню.

Два предыдущих альбома Дилана, The Times They Are a-Changin’ и Another Side of Bob Dylan оба заканчивались прощальной песней, «Restless Farewell» и «It Ain't Me, Babe» соответственно. «It’s All Over Now, Baby Blue» последовательно завершает Bringing It All Back Home. Много спекуляций было вокруг того, кто или что такое «Baby Blue», с которой Дилан прощается. Хотя сам Дилан хранит молчание по этому вопросу, учёные, изучающие биографию Дилана, считают, что это, скорее всего, совокупность личностей в социальной орбите Дилана. Одним из тех, кто рассматривается в качестве субъекта песни, является фолк-певица Джоан Баез. Дилан и Баез все ещё были в отношениях и планировали гастролировать вместе, но Дилан, возможно, уже планировал выйти из отношений. Другой вариант — автор-исполнитель по имени Дэвид Блю. Друг или знакомый Дилана со времён его жизни в Гринвич-Виллидж в Нью-Йорке, Блю изображен на обложке альбома Дилана и группы The Basement Tapes в плаще.
Еще одна возможная кандидатура — это друг Дилана, фолк-певец Пол Клейтон. Хотя Клейтон был другом Дилана на протяжении 1964 года и сопровождал Дилана в поездке по Соединенным Штатам, во время которой были написаны песни «Chimes of Freedom» and «Mr. Tambourine Man», к 1965 году он, возможно, стал более преданным Дилану, чем Дилану было удобно, а употребление Клейтоном амфетаминов, возможно, сделало его труднодоступным. Однако автор Пол Уильямс в своей книге Performing Artist: Book One 1960—1973, считает, что «Дилан мог думать о конкретном человеке, когда писал эту песню, но не обязательно», добавляя, что песня имеет такую естественную, плавную структуру, что она «легко могла закончиться сама собой, прежде чем Дилан задумался о том, кем была „Baby Blue“».
Другая интерпретация песни заключается в том, что она направлена на аудиторию Дилана, слушающую фолк-музыку. Песня была написана в то время, когда он отходил от движения народного протеста в музыкальном плане, и, таким образом, может рассматриваться как прощание с его днями в качестве певца протеста, играющего на акустической гитаре. Выбор Дилана исполнить «It’s All Over Now, Baby Blue» в качестве своей последней акустической песни на печально известном Ньюпортском фолк-фестивале 1965 года, после того как его электрический сет был встречен освистыванием, часто используется в качестве доказательства в поддержку этой теории. Это конкретное исполнение песни включено в фильм Мюррея Лернера «По ту сторону зеркала».
Ещё одна интерпретация заключается в том, что Дилан прощается с самим собой, особенно со своим акустическим исполнением. Начальная строка «You must leave now» может быть приказом, подобно строке «Go away from my window», открывающей «It Ain’t Me, Babe». Но она также может быть императивом, означающим просто необходимость вашего ухода. И песня в равной степени относится как к новым началам, так и к концам. Песня не только отмечает требование, чтобы Baby Blue ушла, но и включает надежду на то, что Baby Blue будет двигаться вперёд, в таких строках, как «Strike another match, go start anew» (Зажги еще одну спичку, начни все заново). Если Дилан поёт песню самому себе, то он сам будет «бродягой, который стучится в твою дверь / стоя в одежде, которую ты когда-то носил».
В качестве альтернативы, бродяга и «ступеньки», упоминаемые в песне, были интерпретированы как народная аудитория Дилана, которую он должен оставить позади. Он также мог бы сказать себе: «Забудь мёртвых, которых ты оставил, они не последуют за тобой». Другие, с кем он может прощаться в песне — это женщины, которых он знал, политические левые или иллюзии его молодости. 

### Наследие
Помимо альбома Bringing It All Back Home, песня «It’s All Over Now, Baby Blue» была включена в сборники Bob Dylan’s Greatest Hits Vol. II (1971), The Essential Bob Dylan (2000), Dylan (2007) и британскую версию Bob Dylan's Greatest Hits (1967). Дилан исполнил песню для Донована в своём гостиничном номере во время тура по Англии в мае 1965 года в сцене, показанной в 1967 году документальном фильме Dont Look Back Донна Алана Пеннебейкера. Первый студийный дубль песни, записанный 13 января 1965 года, был выпущен в 2005 году на The Bootleg Series Vol. 7: No Direction Home: The Soundtrack, саундтреке к документальному фильму Мартина Скорсезе No Direction Home о жизни Дилана, и и снова в 2015 году на 6-дисковой и 18-дисковой версиях The Bootleg Series Vol. 12: The Cutting Edge 1965–1966.
Живое исполнение песни Диланом 1 мая 1965 года в Ливерпуле (Англия), включено в альбом Live 1962—1966: Rare Performances From The Copyright Collections (2018). Живая версия со знаменитого концерта Дилана 17 мая 1966 года в Манчестере (Англия) (популярного, но ошибочно известного как концерт в Королевском Альберт-холле) была выпущена в 1985 году на бокс-сет Biograph Дилана и впоследствии включена в сборник The Bootleg Series Vol. 4: Bob Dylan Live 1966, The "Royal Albert Hall" Concert. Живая версия, записанная в декабре 1975 года во время первого тура Rolling Thunder Revue, содержится в сборнике The Bootleg Series Vol. 5: Bob Dylan Live 1975, The Rolling Thunder Revue (2002).
В опросе читателей, проведенном в 2005 году в журнале Mojo, песня «It’s All Over Now, Baby Blue» была названа 10-й лучшей песней Боба Дилана за всё время, а в аналогичном опросе артистов песня заняла 7-е место. В 2002 году журнал Uncut назвал её 11-й лучшей песней Боба Дилана за всё время.

## Каверы

### Версия Them
Белфастская группа Them (с участием Вана Моррисона) записала кавер-версию песни «It’s All Over Now, Baby Blue», которая была впервые выпущена на их альбоме Them Again в январе 1966 года в Великобритании и в апреле 1966 года в США. Впоследствии песня была выпущена в качестве сингла (b/w «I’m Gonna Dress in Black») в Нидерландах в октябре 1966 года, но не попала в голландский чарт синглов Dutch Singles Chart. Позже песня была переиздана в Германии в декабре 1973 года вместе с песней «Bad or Good» на второй стороне (B) после её появления в немецком телефильме 1972 года Die Rocker (Rocker). Сингл стал хитом в Германии, впервые попав в чарты в феврале 1974 года и поднявшись до 13-го места, он пробыл в чартах 14 недель.
Моррисон вспоминал о своей первой встрече с музыкой Дилана в интервью 2000 года: «Кажется, я услышал (The Freewheelin’ Bob Dylan) в музыкальном магазине на Смит-стрит. И я подумал, что это просто невероятно, что этот парень не поёт о „Луне в июне“ и ему это сходит с рук… Тематика песен не была попсовой, знаете ли, и я подумал, что это как бы открывает всю суть». Тогдашний продюсер Моррисона Берт Бернс посоветовал ему найти модели для своих песен, и он купил альбом Дилана Bringing It All Back Home в марте 1965 года. Одна из песен на альбоме необычайно увлекла Моррисона, и вскоре он начал исполнять «It’s All Over Now, Baby Blue» в небольших клубах и пабах как сольный исполнитель (без Them).
Продюсер Томми Скотт осознавал важность музыки Дилана для современной поп-сцены и хотел, чтобы Моррисон исполнил песню «It’s All Over Now, Baby Blue» во время сессий 1965 года для второго LP группы Them. После неудачной предварительной попытки записать трек с сессионным пианистом Филом Коултером на студии Regent Sound в Лондоне, Скотт пересмотрел свой подход к песне. Скотт вспоминал в интервью: «Номер не шёл, Ван не был уверен. Потом ребята сказали, что ему это не понравилось, и он подумал, что это дешёвка, потому что я пытался взять темп песни „Here Comes the Night“». Группа вернулась к песне во время более поздней сессии в студии звукозаписи Decca Records. Скотт решил изменить музыкальное сопровождение песни, включив в неё характерный повторяющийся блюзовый рифф и фортепианную работу клавишника группы Them Питера Барденса, в результате чего получилась готовая запись, которой группа осталась довольна. В песне звучит один из самых выразительных вокалов Моррисона и внесены тонкие изменения в текст Дилана; вместо слов песни «Forget the dead you’ve left» («Забудьте мёртвых, которых вы оставили») Моррисон изменил строку на «Forget the dead you’ve left» («Забудьте долги, которые вы оставили»).
Интерпретация песни Them с Моррисоном в качестве вокалиста стала влиятельной в 1966 и 1967 годах, и несколько гаражных рок-групп, включая, The Chocolate Watchband и The West Coast Pop Art Experimental Band, записали версии песни, которые были обязаны кавер-версии Them. Бек использовал семпл песни Them 1966 года «It’s All Over Now, Baby Blue» в качестве основы для своего сингла «Jack-Ass», который появился на его альбоме 1996 года Odelay. Insane Clown Posse позже сэмплировали песню Бека за основу для «Another Love Song», которая появилась на их альбоме 1999 года The Amazing Jeckel Brothers. Кавер-версия песни группы Hole также использует запись Them в качестве образца. Оригинальная версия песни Them 1966 года появилась в фильмах, таких как фильм 1996 года «Баския», немецкий фильм 1972 года Rocker Клауса Лемке и фильм 2000 года «Прерванная жизнь».
В опросе читателей, авторов и редакторов журнала Paste 2009 года на тему «50 лучших каверов Боба Дилана всех времён» версия песни Them «It’s All Over Now, Baby Blue» заняла 28 место.

### Версия The Byrds
Запись песни The Byrds «It’s All Over Now, Baby Blue» впервые увидела свет 29 октября 1969 года в рамках альбома группы Ballad of Easy Rider. Песня также была включена на стороне B сингла группы «Jesus Is Just Alright», выпущенного в декабре 1969 года, который достиг 97 места в американском хит-параде Billboard Hot 100.
Ранее Byrds дважды пытались записать эту песню, примерно четырьмя годами ранее, во время студийных сессий для своего второго альбома Turn! Turn! Turn!. В то время Byrds планировали выпустить песню «It’s All Over Now, Baby Blue» в качестве продолжения своих предыдущих хитовых каверов Боба Дилана, «Mr. Tambourine Man» и «All I Really Want to Do». Первая попытка группы записать песню была предпринята 28 июня 1965 года: в результате получился неудачный вариант песни в стиле гаражного рока. Эта версия была признана неудовлетворительной и оставалась неизданной в течение 22 лет, до включения её в альбом Never Before в 1987 году. Запись от 28 июня 1965 года также можно услышать на расширенном переиздании альбома Turn! Turn! Turn!, а также на бокс-сетах The Byrds и There Is a Season.
Группа попыталась сделать вторую запись песни в конце августа 1965 года. Программный директор KRLA, присутствовавший на записи, был достаточно впечатлён, чтобы включить диск с треком в эфир, представив его как новый сингл Byrds. Однако вскоре Byrds отказались от идеи выпустить «It’s All Over Now, Baby Blue» в качестве третьего сингла и вместо этого выпустили песню «Turn! Turn! Turn! Turn!». Версия песни «It’s All Over Now, Baby Blue», выпущенная Byrds в августе 1965 года, никогда не была официально издана.
Гитарист и лидер группы Роджер МакГуинн вернулся к этой композиции во время сессии записи альбомаBallad of Easy Rider 22 июля 1969 года. Он решил замедлить темп и радикально изменить аранжировку песни, чтобы создать более мрачную и серьезную версию, чем та, которую Byrds записали в 1965 году. В сочетании с более медленным темпом группа растягивала слоги каждого слова, чтобы подчеркнуть усталость от мира в тексте песни. В конечном итоге, МакГуинн был недоволен записью песни, включенной в Ballad of Easy Rider, считая, что она перегружена в контексте альбома. Помимо появления в Ballad of Easy Rider, запись «It’s All Over Now, Baby Blue» группы Byrds 1969 года также можно найти на альбомах-компиляциях The Byrds Play Dylan и The Very Best of The Byrds.

### Другие каверы
Британская рок-группа Manfred Mann’s Earth Band включила кавер-версию этой песни в свой второй студийный альбом Glorified Magnified, выпущенный 29 сентября 1972 года.